# 热尔河 (罗讷河支流)
热尔河（法語：Gère，法語發音：[ʒɛʁ]）是法国奥弗涅-罗讷-阿尔卑斯大区伊泽尔省的河流，是罗讷河的左支流，长34.5千米，发源自沙托奈，于维埃纳流入罗讷河。